# Ruská hudba

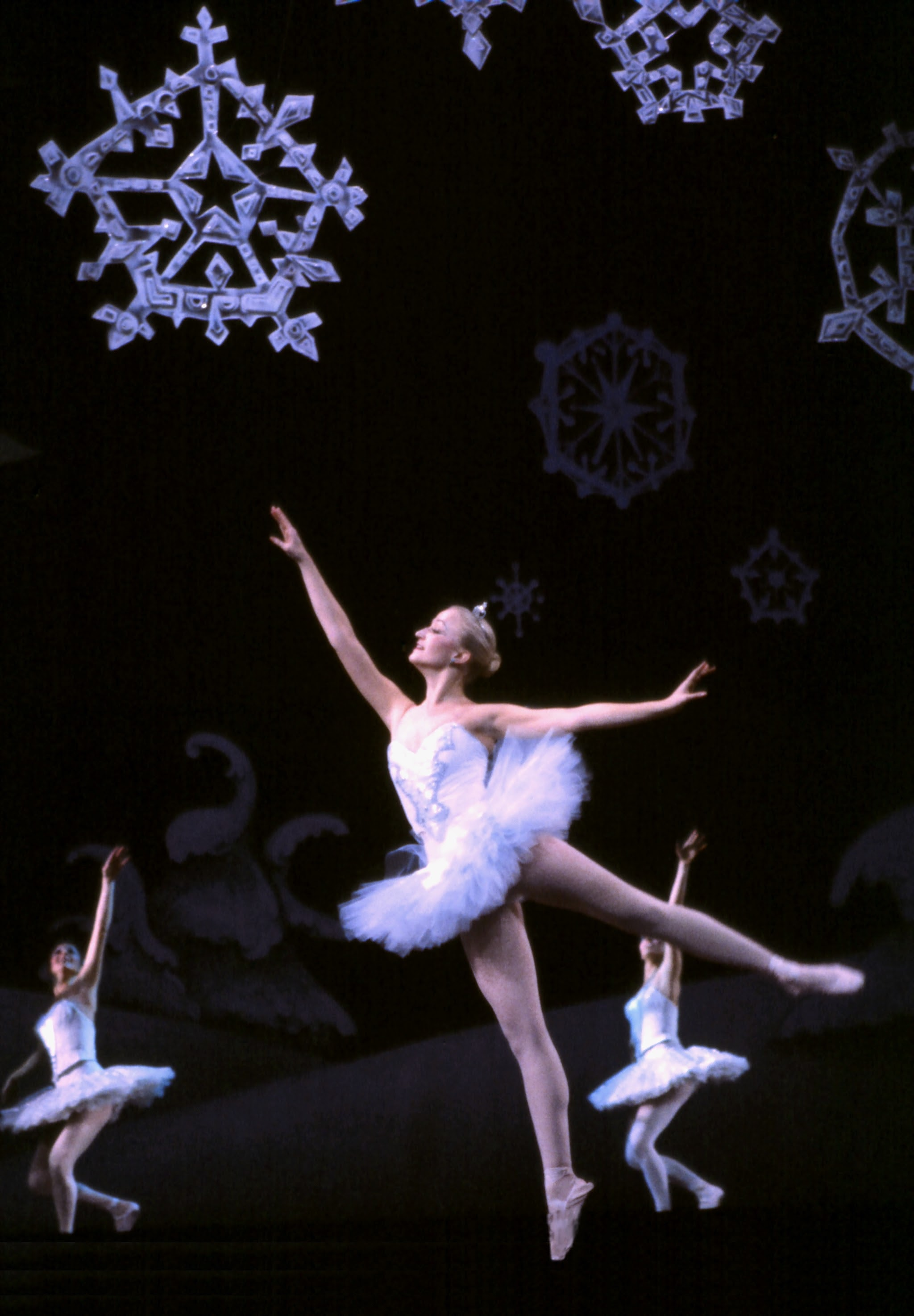
Sněhový tanec, scéna z baletu Louskáček od Petra Iljiče Čajkovského

Ruská hudba, či také hudba v Rusku představuje hudební tvorbu, která se po staletí utvářela u ruského i neruského obyvatelstva na území ruského státu. Pojem ruská hudba zahrnuje národní písně a lidovou hudbu, stejně jako pro Rusko chrakteristické sborové chrámové skladby pravoslavné liturgie. Samostatnými fenomény jsou také ruská baletní, či pěvecká škola a ruská opera.

## Historie

### Počátky ruské hudby

#### Lidová hudba

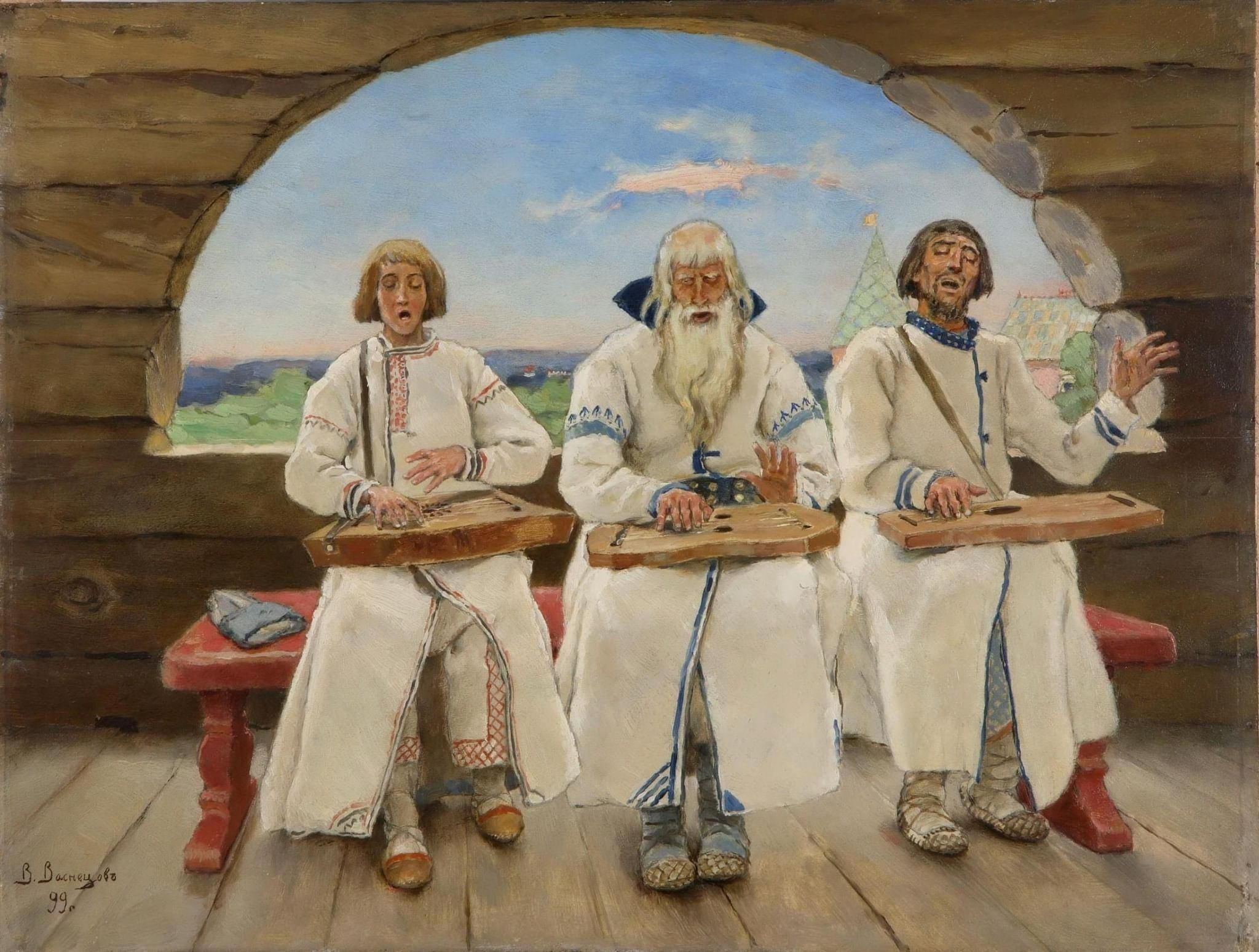
V. M. Vasněcov: Guslaři (1899)

Počátky ruské lidové hudby mají základy ve folkloru slovanských národů, žijících na území Kyjevské Rusi. Množství písní dochovaných do dnešní doby má pohanský původ, později případně s vlivem křesťanské tematiky. Ruská lidová hudba je velmi rozmanitá, neboť má původ také u jiných národů, žijících na území Kyjevské Rusi: ugrických a finských, turkotatarských atp..
Do dnešních dnů se v ruském folkloru objevují regionální, často etnické tradice. Svérázným příkladem jsou lidové písňové umění severských, západních a jižních centrálních oblastí, obyvatelstva v údolích velkých řek - Oky, Volhy, Donu. Zdá se také, že ruská lidová hudba byla základem, na němž vznikla pozdější umělá hudba.
O hudební kultuře na Rusi existují písemné doklady. Předpokládalo se, že nejrozšířenějším druhem nástrojů ve středověkém Rusku byly strunné nástroje, jako jsou gusli nebo gudok. Archeologové objevili exempláře těchto nástrojů v Novgorodské oblasti, datované do počátku 11. století. Dalšími hudebními nástroji z té doby byly flétna svirel a rytmické a bicí nástroje, jako treščotka (obdoba řehtačky) a tamburína. Přesto však byl zpěv na Rusi oblíbenější, než instrumentální hudba. Často se zpívaly byliny o lidových hrdinech, jako byli Sadko, Ilja Muromec ad., někdy s doprovodem nástrojů.
V dějinách ruského státu hrála chrámová hudba spjatá s pravoslavím, coby státním náboženstvím, nezastupitelnou úlohu. Pravoslavná liturgie je charakteristická tím, že je v ní zapovězeno používání hudebních nástrojů. Přípustný je pouze lidský hlas, proto je právě ruská duchovní hudba známa množstvím sborové hudby. Tvorbě sborové duchovní hudby se věnovala většina významných ruských hudebních skladatelů (Maxim Sozontovič Berezovskij, Dmytro Stěpanovič Bortňanskij, Petr Iljič Čajkovskij, Sergej Rachmaninov, Pavel Grigorjevič Česnokov, Nikolaj Kedrov mladší, Nikolaj Kedrov starší, Alfred Schnittke a mnoho dalších).

### Novodobé dějiny
Již v časech Sovětského svazu působily v zemi také jazzové kapely. Dlouholetou pěveckou hvězdou Sovětského svazu byla Alla Pugačova. Na konci sovětské éry zažilo Rusko na vlně západního kulturního vlivu rozvoj populární a rockové hudby. Významnou úlohu hráli také folkoví zpěváci balad jako Vladimir Vysockij, Bulat Okudžava, Žanna Bičevská a mnoho dalších.

### Současná ruská hudba
Hlavními středisky rockové hudby se stala zejména města Petrohrad (resp. Sankt Petěrburg, dříve Leningrad), Jekatěrinburg (dříve Sverdlovsk) a Omsk. Ze skupin lze jmenovat např. Mašina Vremeni, Slot, DDT, Akvárium, Alisa, Kino, Nautilus Pompilius, Aria, Graždanskaja oborona, Splin a Koroľ i Šut. Nejnověji jsou ve světě známé popové duo t.A.T.u. a skupiny Nu Virgos a Vitas, či Arkona. Punk-rocková ženská hudební skupina Pussy Riot se spíše než svou hudbou proslavila politickými postoji.